# Simone de Beauvoir
Simone Lucie Ernestine Marie Bertrand de Beauvoir (født 9. januar 1908, død 14. april 1986) var fransk forfatter, feminist og filosof.
Hun studerede filosofi på Sorbonne universitetet i Paris fra 1927 til 1929, hvor hun blot 21 år gammel, som den yngste nogensinde, bestod den konkurrenceprægede agrégation-eksamen. Her blev hun nr. to – kun overgået af Jean-Paul Sartre, som gik på samme skole (det var dog hans andet forsøg på den eksamen).

## Karriere
Efter tiden på Sorbonne underviste Simone de Beauvoir på forskellige gymnasier i Marseille og Rouen, og i 1943 fik hun fastansættelse på Lycée Molière i Paris. Simone de Beauvoir forlod imidlertid filosofiundervisningen samme år, da hendes første roman L'invitée udkom og hun helligede sig herefter at skrive. Simone de Beauvoir bekendte sig tidligt til eksistentialismen, mens hun i forhold til feminisme selv har udtalt, at hun ikke beskæftigede sig med den før i 1946, hvor arbejdet med et af hendes centrale værker Le deuxième sexe (1949) begyndte. I en lang årrække efter udgivelsen understregede Simone de Beauvoir på det kraftigste sin analytiske tilgang til emnet, som ikke måtte forveksles med en ren feministisk indgangsvinkel. Først 10 år efter udgivelsen erklærede Simone de Beauvoir sig offentligt som feminist og i 1960'erne og 1970'ernes franske kvindebevægelse, Mouvement de la Libération des Femmes blev hun en aktiv skikkelse. I denne sammenhæng kan hendes indsats i kampen for retten til den frie abort fremhæves.

### Forholdet til Sartre
Efter allerede et år på Sorbonne mødte Simone de Beauvoir Jean-Paul Sartre. De to forfattere fik afgørende indflydelse på hinandens liv og tanker og var stærkt knyttet til hinanden indtil Sartres død i 1980. Simone de Beauvoir og Jean-Paul Sartre var begge ateister, eksistentialister og tilhængere af et frit kærlighedsforhold. Disse tre elementer var udgangspunktet for deres fælles tilværelse og de viste omverdenen en for tiden ny måde, hvorpå forholdet mellem kvinde og mand kunne være.